# 目无王法
《目无王法》 是1981年袁浩泉導演的香港电影，由孙建等領銜主演；该电影讲述三个捕快用自己的力量去反抗贪官污吏的事情。

## 劇情簡介
有三个心怀正义的捕快再刚上任的时候，希望通过自己的力量来维持正义，但是在滥官污吏，以权谋私的官场下，他们不但不能维持正义，并且他们三个之后还被陷害。
不过最后，他们三个却通过拼命的方式将贪官杀死，而他们这几个人也因为重伤不治而死……

## 演员表
- 李修贤[7]
- 孙建
- 白彪
- 金天柱
- 姜南
- 西瓜刨
- 詹森
- 杨志卿
- 罗烈
- 钱似莺

## 相關連結
- 香港影庫上《目无王法》的資料（繁體中文）
- 豆瓣电影上《目无王法》的資料 （简体中文）
- 互联网电影数据库（IMDb）上《目无王法》的资料（英文）
- 爛番茄上《目无王法》的資料（英文）